# Марио Марков
Марио Марков е български продуцент, сценарист, режисьор и оператор.

## Биография
Роден е през 1949 г. След завършване на образованието си работи във Филмова студия Време като асистент оператор, втори оператор и оператор. През 1991 г. създава филмова агенция.
Притежава много голям опит в реализацията на филмови продукции. Снимал е в над 60 страни по целия свят. Работил е по поръчка и в копродукция с Българска национална телевизия, Филмова студия Време, Министерството на младежта и спорта, Министерството на труда и социалните грижи, Българският червен кръст, Софмедия, VSO – Лондон, New Nichibu Corporation – Япония, Gold Divers – Австралия, National Gold PNG и със субсидии от НФЦ. Произвел е редица филми като продуцент, сценарист, режисьор и оператор. Продуцент и оператор на филма „Обречените“, спечелил „Златна роза“ за документално кино във Варна.
Автор е на романа „Дългият сън на крокодила“ (2013).
Член е на Съюза на българските филмови дейци и на Асоциацията на филмовите продуценти.
Сред последните филми, на които е сценарист и продуцент, са „Дългият път на крокодила“  и „Да надскочиш съдбата“.